# Phlebolobium
Phlebolobium é um género botânico pertencente à família Brassicaceae.